# Granica sprężystości
Granica sprężystości – naprężenie, po przekroczeniu którego ciało nie powraca do pierwotnego kształtu po usunięciu naprężenia.
W materiale pozostają trwałe deformacje bądź to w wyniku uplastycznienia substancji (przejście ze stanu sprężystego w plastyczny), bądź w wyniku dekohezji, czyli zerwania oddziaływań międzycząsteczkowych.
Granicę sprężystości można wyznaczyć na podstawie statycznej próby rozciągania, statycznej próby ściskania lub innych metod. Na tej podstawie możliwe jest wyznaczenie wyraźnej granicy sprężystości {\displaystyle R_{sp}} oraz umownej granicy sprężystości {\displaystyle R_{0{,}05\%},} {\displaystyle R_{0{,}01\%}} wyznaczanej dla 0,05% trwałego odkształcenia w przypadku statycznej próby rozciągania lub 0,01% w przypadku statycznej próby ściskania.
Na kongresie normalizacyjnym w Brukseli w 1906 r. przyjęto, że umowną granicą sprężystości {\displaystyle R_{sp}} jest taka maksymalna wartość naprężenia, która spowoduje, że po usunięciu siły rozciągającej pozostałe wydłużenie względne, zwane wydłużeniem trwałym, będzie wynosiło 0,001%.
Granice te oblicza się odnosząc odpowiednią wartość siły do początkowego pola przekroju poprzecznego próbki.